# John Vassalos
John Vassalos (* 28. Februar 1982) ist ein griechischer Poolbillardspieler.

## Karriere
1996 und 1997 wurde Vassalos Jugend-Europameister im 9-Ball der Schüler. Zudem wurde er 1997 im 14/1 endlos und 1998 im 9-Ball Vize-Europameister der Schüler.
1999 wurde er Vize-Weltmeister der Junioren sowie 8-Ball-Europameister und 9-Ball-Vize-Europameister der Junioren. 2000 wurde er 9-Ball-Junioren-Europameister sowie Dritter im 8-Ball.
Im gleichen Jahr belegte er bei den Italy Open den 33. Platz und verpasste damit nur knapp die KO-Runde.
Bei der EM 2004 kam er im 9-Ball auf den 17., im 8-Ball auf den 25. Platz. Bei den Austrian Open 2004 schied er erst im Halbfinale aus und gewann somit seine erste Euro-Tour-Medaille. 2007 gewann er die Austria Open durch einen 10:9-Finalsieg gegen den Malteser Tony Drago. Bei den Swiss Open 2007 verlor er im Viertelfinale gegen den Deutschen Oliver Ortmann, im Achtelfinale der Costa del Sol Open unterlag er dem Deutschen Ralf Souquet, nachdem er im Sechzehntelfinale Ortmann besiegt hatte. 2008 schied er bei den French Open sowie den Italy Open im Sechzehntelfinale gegen Imran Majid beziehungsweise Sebastian Staab aus. Bei den German Open 2008 erreichte er das Achtelfinale, verlor dieses aber gegen Thomas Engert.
Bei der Team-WM 2010 erreichte Vassalos mit der griechischen Mannschaft das Halbfinale, das jedoch gegen den späteren Weltmeister Großbritannien verloren ging.